# Вторушин, Марк Илларионович
Марк Илларионович Вторушин (22 апреля 1914, Долговское, Пермская губерния — 13 июля 1997) — механизатор Каргапольской МТС Курганской области, Герой Социалистического Труда, участник освободительного похода в Западную Украину, Советско-финляндской и Великой Отечественной войн.

## Биография
Марк Вторушин родился 22 апреля 1914 года в крестьянской семье в селе Долговском (или Долгом) Бакланской волости Шадринского уезда Пермской губернии, ныне село входит в Каргапольский муниципальный округ Курганской области.
В 1929 году вместе с родителями вступил в сельхозартель имени Крупской и через несколько лет был направлен в Шадринскую школу комбайнеров. Окончив её, работал в Каргапольской МТС.
В 1938—1940 и с 1941 года служил в Рабоче-крестьянской Красной Армии. Участвовал в освобождении Западной Украины, в Финской кампании и Великой Отечественной войне (разведчик, Калининский и 1-й Украинский фронты). Был тяжело ранен в грудную клетку. В 1944 году беспартийный красноармеец Вторушин М. А. служил водителем автомашины ЗИС-5 подсобного хозяйства управления 19-й отдельной железнодорожной бригады, способствовал досрочному окончанию посевной кампании.
После демобилизации снова работал механизатором Каргапольской МТС.
За высокие показатели на уборке зерна в 1951 году награждён орденом Трудового Красного Знамени, а в 1952 году удостоен звания Героя Социалистического Труда (работая в колхозе «Память Ленина» за 35 рабочих дней намолотил более 600 тонн зерна). Четыре года подрят был участником Всесоюзной сельскохозяйственной выставки в городе Москве.
В 1953 году вступил в КПСС. Неоднократно избирался членом Каргапольского райкома КПСС, депутатом Курганского областного Совета депутатов трудящихся.
По решению бюро Курганского обкома КПСС № 181 и исполкома Курганского областного Совета депутатов трудящихся от 30 апреля 1958 года Каргапольская машинно-тракторная станция реорганизована в Каргапольскую ремонтно-тракторную станцию (РТС). В соответствии с решением исполкома Курганского областного Совета депутатов трудящихся от 6 мая 1961 года и приказом Курганского областного объединения «Сельхозтехника» № 120 от 6 мая 1961 года Каргапольская РТС переименована в Каргапольское районное объединение «Сельхозтехника».
С 1958 года до ухода на пенсию работал слесарем в районном объединении «Сельхозтехника», имел ряд рационализаторских предложений и изобретений.
Марк Илларионович Вторушин умер 13 июля 1997 года.

## Награды
- Герой Социалистического Труда, 6 июня 1952 года
  - Орден Ленина № 201697
  - Медаль «Серп и Молот» № 6236
- Орден Отечественной войны I степени, 6 ноября 1985 года[3]
- Орден Трудового Красного Знамени, 14 мая 1947 года
- Медаль «За боевые заслуги», 3 июня 1944 года[4]
- Почетный гражданин р. п. Каргаполье, 16 сентября 1988 года[5]
- Премирован легковым автомобилем ГАЗ-М-20 «Победа», 1954 год